# A Perfect Circle
A Perfect Circle (APC) är ett alternativ rock-band, ibland klassat som en supergrupp. Gruppen bildades 1999 av Billy Howerdel och Maynard James Keenan (frontman i bandet Tool). Originaluppsättningen inkluderade också Paz Lenchantin på basgitarr, Troy Van Leeuwen på gitarr och Tim Alexander på trummor. Den senaste uppsättningen av musiker är basisten Jeordie White gitarristen James Iha (från The Smashing Pumpkins) och trummisen Josh Freese (från Nine Inch Nails och The Vandals). Trots att bandet har haft många olika musiker har låtarna varit uppbyggda på samma sätt, eftersom Howerdel hela tiden har skrivit samt arrangerat låtarna och Keenan skrivit sångtexterna. 
A Perfect Circle har släppt fyra album: Mer de Noms, Thirteenth Step, Emotive och Eat the Elephant. De har också släppt aMotion, ett CD/DVD-set med 13 musikvideor med mera. Gruppen har gjorde ett uppehåll 2004. Under 2005 och framåt har medlemmarna hållit på med andra musikprojekt. Mest framstående är Keenans arbete i bandet Tool och Howerdels nya band Ashes Divide. Recensenter från AllMusic och Rolling Stone betecknade Mer de Noms och Thirteenth Step som sällsynta exempel på relevans och kvalitet i modern rockmusik. Bandet återförenades 2017 för att spela in ett fjärde album, Eat the Elephant som släpptes i april 2018.

## Biografi

### Mer de Noms(1999–2001)
A Perfect Circle bildades av Billy Howerdel som tidigare hade varit gitarrtekniker för bland annat Nine Inch Nails, The Smashing Pumpkins, Fishbone och Tool. Howerdel träffade sångaren Maynard James Keenan 1992 när Fishbone var förband till Tool, Kenan och Howerdel blev goda vänner under turnén och 1999 bildade de bandet efter att Keenan hade hört Howerdels demos och tyckt att de var bra. Även om Howerdel från början hade velat ha en kvinnlig sångare så gick han med på att ha Keenan som sångare. Basisten och violinisten Paz Lenchantin anslöt sig sedan till bandet tillsammans med gitarristen Troy Van Leeuwen (från Failure), och trummisen Tim Alexander (från Primus). Bandet spelade sin första show på LA:s Viper Club Reception den 15 augusti 1999. Efter att ha gjort flera konserter i Los Angeles började bandet jobba på sitt första studioalbum i studion. Alexander ersattes under inspelningarna av Josh Freese från  The Vandals men Alexanders trummor finns fortfarande bevarade på albumets version av låten "The Hollow".
Bandets debutalbum, Mer de Noms (Franska: "Hav av namn"), släpptes den 23 maj 2000. Albumet sålde över 188 000 ex under första veckan och låg #4 på Billboard 200.
Howerdel hade skrivit låtarna "Hollow" och "Breña", redan 1988. Sedan inspelningen av albumet blivit klar, började bandet turnera. Under den tiden spelade de som förband till Nine Inch Nails.
På albumet fanns tre singlar: "Judith", "3 Libras", och "The Hollow". Låten "Renholdër" är en referens till gitarristen Danny Lohner, Renholdër blir Re:D.Lohner baklänges.

### Thirteenth Step(2002–2003)
Under inspelningarna av A Perfect Circles andra album Thirteenth Step, förlorade bandet två av sina medlemmar, Paz Lenchantin och Troy Van Leeuwen. Lenchantin lämnade bandet för att börja spela i Billy Corgans nya band Zwan i april 2002, medan Van Leeuwen lämnade bandet för sitt turnerande med Queens of the Stone Age. Ex-Marilyn Manson-basisten Jeordie White, ersatte Lenchantin på bas i januari 2003 och Danny Lohner ersatte Van Leeuwen på gitarr. Lohner passade dock inte som andra gitarrist och fick ersättas av The Smashing Pumpkins gitarristen James Iha.
Bandet släppte sitt andra album, Thirteenth Step den 16 september 2003. Den nya skivan hade ett ganska förändrat sound från sin första skiva Mer de Noms som var metal inspirerad, Thirteenth Step var mer melodisk.
Albumet fick mest bra kritik. Allmusic sade att "det är ljudet av musikalisk mognad som normalt inte förekommer förrän ett bands tredje eller fjärde album".

### eMOTIVe(2004)
Det tredje albumet, eMOTIVe, släpptes den 2 november 2004 och är ett konceptalbum om krig. Skivan innehåller antikrigslåtar som Imagine av John Lennon och Fiddle and the Drum av Joni Mitchell. Emotive spelades in med nuvarande och tidigare medlemmar i bandet, men det mesta arbetet är gjort av Keenan och Howerdel. Singeln "Passive" är ursprungligen en låt från det upplösta bandet Tapeworm, ett projekt med Keenan, Trent Reznor från Nine Inch Nails, och Danny Lohner.. Låten "adopterades" därifrån för att den passade bättre till APC.
Albumet fick blandade recensioner. Allmusic sade att skivan "faller platt och misslyckas med att höja ribban, den satt så högt som kvaliteten på deras två tidigare skivor"  . Rolling Stone prisade halva albumet medan kritisera andra, Ken Micallef av Yahoo! Music skrev "bandet bygger på styrkan i tidigare "Thirteenth Step", tillämpning hypnotiska arrangemang, grubblande melodier och mörka rytmer till en samling som låter absurt på ytan, men vävs samman av A Perfect Circle är tungt och mörkt lock instrumentell syn .
Eat the Elephant (2018)
Det fjärde studioalbumet släpptes den 20 april, 2018. 

### Framtiden
Framtiden för A Perfect Circle var länge oklar och vinglade mellan "döda nu", och "lever och mår bra". Bandet blev tillfälligt inaktiva när de spelade en sista spelning i Denver, Colorado den 13 juni 2004. Keenan började arbeta på Tools dåvarande kommande album 10,000 Days och Howerdel började arbeta på ett sidoprojekt med Josh Freese. Förutom att Keenan arbetade med Tool, så släppte hans sidoprojekt Puscifer sitt första album, V Is For Vagina, den 30 oktober 2007. Resten av bandet gick också skilda vägar. Freese återigen tog upp tömmarna som trummis i Nine Inch Nails, White flyttade på att återförenas med Marilyn Manson på gitarr under namnet Twiggy Ramirez,, och även om det var tal om Iha gå Billy Corgan i Smashing Pumpkins återföreningsturné 2007, avböjdes denna idé och han istället började arbeta på en soloplatta.
Både Howerdel och Keenan diskuterat framtiden för bandet i olika medier från 2006 till 2008. Under februari 2006 intervju med Rock Hard, Keenan sade, "Jag tror [APC] är slut. ... Vi drev det här projektet så långt det kunde gå, jag tror inte vi kommer att hålla på mer än så kanske skriva en eller två låtar, inget mer. " Howerdel's thoughts on the reunion of the band were similar to those of Keenan in a May 2006 interview with MTV. Howerdel tankar om återförening av bandet liknade Keenans i maj 2006 under en intervju med MTV. I november 2007 fick Keenan frågan" Kommer det bli ett annat APC album, "han upprepade sina synpunkter från och med 2006 svara," Um, nej. Kanske någon gång, en sång på ett ljudspår. Men ett album? Nej . Lyckligtvis stämde inte detta.

### Före återförening (2008 -2017)
Den 9 december 2008 rapporterade blabbermouth.net att Keenan och Howerdel skrivit ny musik för A Perfect Circle. Keenan hade dock inga planer då på att börja turnera eller spela in musik. I stället kommer de att släppa enstaka låtar, troligtvis på internet.. 
Den 17 september 2009, bekräftade Keenan att nytt material från A Perfect Circle var på väg under en live radiointervju med BJ Shea på Seattle rock station KISW.
A Perfect Circle spelade på Soundwavefestivalen i Australien i februari 2013.

## Medlemmar
Nuvarande medlemmar
- Maynard James Keenan – sång (1999–2004, 2010- )
- Billy Howerdel – gitarr (1999–2004, 2010- )
- James Iha – gitarr (2003–2004, 2010- )
- Matt McJunkins – bass, backing vocals (2010–)
- Jeff Friedl – drums (2011–)

Tidigare medlemmar
- Jeordie White – basgitarr (2003– 2004)
- Josh Freese – trummor (1999–2004, 2010- 2011)
- Danny Lohner – gitarr (1999–2004)
- Paz Lenchantin – basgitarr, fiol, sång (1999–2002, 2004)
- Tim Alexander – trummor (1999)
- Troy Van Leeuwen – gitarr (1999–2002)

## Diskografi
- 2000 – Mer de Noms
- 2003 – Thirteenth Step
- 2004 – eMOTIVe
- 2018 – Eat the Elephant